# Willibald von Kalckstein
Pour les autres membres de la famille, voir Famille von Kalckstein.
Karl Georg Otto Willibald von Kalckstein (né le 14 décembre 1812 à Gauten (de) et mort le 6 juin 1894 à Wogau, arrondissement de Preußisch Eylau (de)) est un propriétaire terrien, administrateur d'arrondissement (de) et député du Reichstag.

## Biographie
Kalckstein est diplômé des maisons des cadets de Culm et de Berlin. Le 13 août 1830, il est transféré au 2e régiment de grenadiers de l'armée prussienne. À partir de la mi-avril 1846, Kalckstein est affecté au corps de cadets en tant qu'enseignant. À sa demande, il démissionne du service militaire comme premier lieutenant au début d'avril 1848 afin de gérer son manoir. Le 11 octobre 1848, il succède à Ludwig Wilhelm zu Dohna-Lauck, qui démissionne, au Parlement de Francfort.
De 1856 à 1859, il exerce d'abord par intérim, puis de 1859 à 1876, administrateur de l'arrondissement de Preußisch Eylau (de). Il est député du Reichstag de la Confédération de l'Allemagne du Nord et du Reichstag de l'Empire de 1867 à 1873. Il y représente la 5e circonscription de Königsberg (Heiligenbeil-Preußisch Eylau) pour le Parti conservateur. De 1868 à 1870, il est également membre du Parlement des douanes.